# Kirkby Thore
Kirkby Thore är en by (village) och en civil parish i Cumbria i nordvästra England. Orten har 731 invånare (2001). Den har en kyrka, S:t Michaels church.